# Erfurtský program

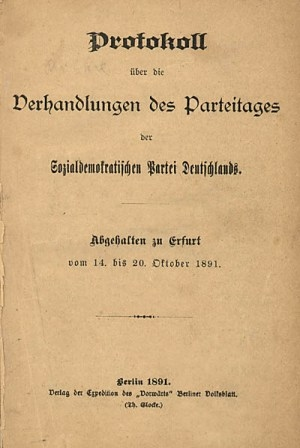
Protokol erfurtského sjezdu

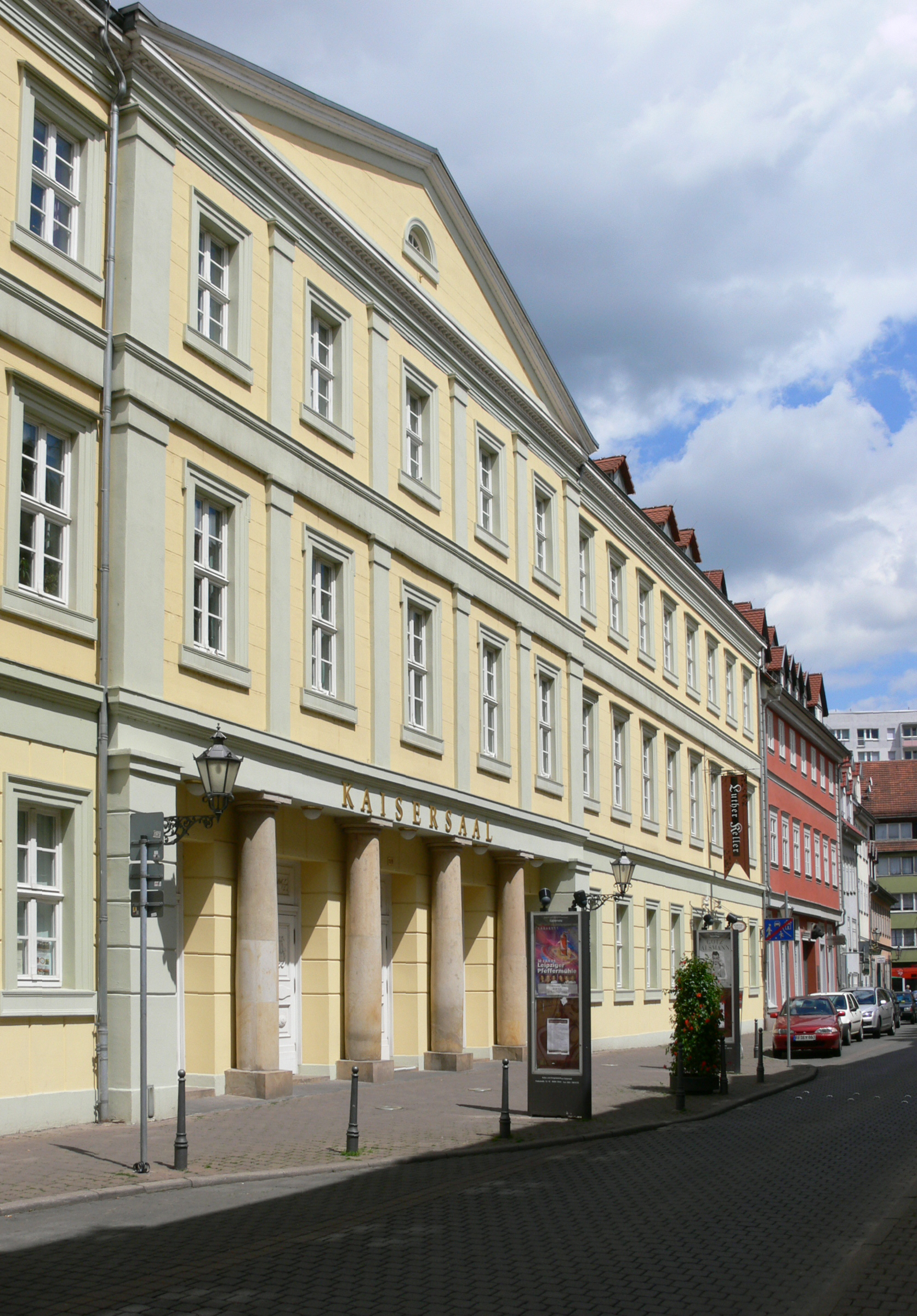
Císařský sál v Erfurtu, kde se konal sjezd SPD roku 1891

Erfurtský program přijala Sociálnědemokratická strana Německa na sjezdu konaném mezi 14. a 20. říjnem 1891 v Erfurtu. Autory programové předlohy byli Karl Kautsky a Eduard Bernstein a jejich návrh byl po zapracování připomínek jednohlasně přijat. Po reformističtějším Gothajském programu z roku 1875 znamenal Erfurt posun k radikálněji marxistické doktríně.